# Patricio Loustau
Patricio Hernán Loustau (* 15. April 1975 in Lomas de Zamora, Provinz Buenos Aires) ist ein ehemaliger argentinischer Fußballschiedsrichter.

## Werdegang
Sein Vater Juan Carlos Loustau (* 1947) war ebenfalls argentinischer FIFA-Schiedsrichter und unter anderem bei der Weltmeisterschaft 1990 in Italien im Einsatz.
Patricio Loustau war von 2009 bis Ende 2022 Schiedsrichter in der argentinischen Primera División und leitete in dieser Zeit insgesamt 311 Partien.
Von 2011 bis 2022 stand er auf der Liste der FIFA-Schiedsrichter (ab 2021 auch als Videoschiedsrichter) und leitete internationale Fußballspiele.
Bei der Copa América Centenario 2016 in den Vereinigten Staaten wurde Loustau bei zwei Gruppenspielen und im Viertelfinale zwischen Peru und Kolumbien (0:0, 2:4 i. E.) eingesetzt. Bei der Copa América 2019 in Brasilien leitete Loustau ein Gruppenspiel. Zwei Jahre später wurde Loustau erneut für die Copa América 2021 in Brasilien nominiert, hier leitete er zwei Gruppenspiele sowie das Viertelfinale zwischen Brasilien und Chile (1:0).
Loustau hatte regelmäßig Einsätze in der Copa Argentina, in der Copa de la Superliga, in der Copa Libertadores (über 50 Spiele) und in der Copa Sudamericana (über 20 Spiele). Er pfiff das Spiel um die Supercopa Argentina 2017 sowie um den Trofeo de Campeones de la Liga Profesional 2021. Zudem leitete Loustau Spiele bei der U-20-Südamerikameisterschaft 2013 in Argentinien (fünf Einsätze), in der Südamerika-Qualifikation für die Weltmeisterschaft 2014 in Brasilien, die Weltmeisterschaft 2018 in Russland und die Weltmeisterschaft 2022 in Katar (elf Spiele) sowie Freundschaftsspiele.
Am 29. Oktober 2022 leitete Loustau das Finale der Copa Libertadores 2022 zwischen Flamengo Rio de Janeiro und Athletico Paranaense (1:0) in Guayaquil.
Im November 2022 gab Loustau kurz vor der Weltmeisterschaft 2022 sein Karriereende bekannt.